# Штифанићи
Штифанићи (итал. Stefani) је насељено место у Републици Хрватској у Истарској жупанији. Административно је у саставу Града Пореча.

## Становништво
Према последњем попису становништва из 2001. године у насељу Штифанићи је живео 56 становник који су живели у 15 породичних и 4 самачка домаћинства.
Кретање броја становника по пописима 1857—2001.
| година пописа  | 1857. | 1869. | 1880. | 1890. | 1900. | 1910. | 1921. | 1931. | 1948. | 1953. | 1961. | 1971. | 1981. | 1991. | 2001. |
| бр. становника | 0     | 0     | 101   | 109   | 120   | 148   | 0     | 0     | 123   | 119   | 83    | 64    | 48    | 56    | 56    |

Напомена:У 1857., 1869., 1921. и 1931. подаци су садржани у насељу Бадерна. 